# Сан-Чиприано-По
Сан-Чиприано-По (итал. San Cipriano Po) — коммуна в Италии, находится в регионе Ломбардия, в провинции Павия.
Население составляет 417 человек (2008), плотность населения составляет 52 чел./км². Занимает площадь 9 км². Почтовый индекс — 27043. Телефонный код — 0385.
Покровителями коммуны почитаются священномученик Киприан и мученица Иустина, празднование в последнее воскресенье сентября.

## Демография
Динамика населения:

## Администрация коммуны
- Официальный сайт: http://www.comune.sanciprianopo.pv.it